# Залізнична платформа 2850 км
Залізнична платформа 2850 км (рос. Остановочная Платформа 2850 км) — населений пункт (тип: залізнична платформа) у Татарському районі Новосибірської області Російської Федерації.
Входить до складу муніципального утворення Неудачінська сільрада. Населення становить 6 осіб (2010).

## Історія
Згідно із законом від 2 червня 2004 року органом місцевого самоврядування є Неудачінська сільрада.

## Населення
| 2002 | 2007 | 2010 |
| ---- | ---- | ---- |
| 14   | ↘7   | ↘6   |